# Chylothorax
 Mise en garde médicale
Le chylothorax est un épanchement de chyle dans la cavité pleurale, le plus souvent par plaie du canal thoracique ou de ses branches. Il s'agit d'une complication de la chirurgie pulmonaire ainsi que de la chirurgie de l'œsophage ou, plus rarement, d'un traumatisme thoracique ou d'une malformation ou compression du canal thoracique. Les causes médicales comprennent également les lymphomes et certaines tumeurs du médiastin postérieur. Le chyle est un liquide graisseux d'aspect laiteux issu de l'adjonction des graisses digérées à la lymphe. Un des diagnostics différentiels est la pleurésie à cholestérol. Les causes en sont alors la tuberculose et la polyarthrite rhumatoïde.
La présentation clinique est d'un épanchement pleural de grande abondance ; le drainage ramène un liquide laiteux avec une importante production quotidienne (jusqu'à 2 L par 24 heures). En raison de la perte des acides gras nécessaires au métabolisme, la dénutrition et l'immunodéficience sont deux complications principales du chylothorax non traité,.
Le diagnostic est basé sur la recherche de chylomicrons et le dosage de triglycérides (supérieurs à 110 mg/dl) dans le liquide pleural.
Le traitement repose initialement sur le jeûne, afin de réduire la production de chyle, avec exclusion de toutes les substances graisseuses. Une alimentation parentérale est alors mise en route pour une durée minimale de 7 jours. L'octréotide est parfois utilisée afin d'accélérer la cicatrisation et de diminuer la production de liquide. En cas d'échec du traitement médical, un traitement chirurgical peut être proposé. Il consiste à suturer la plaie des voies lymphatiques ; si elle ne peut être identifiée pendant l'intervention, on peut alors réaliser une ligature du canal thoracique à sa base.